# Pan-Tor

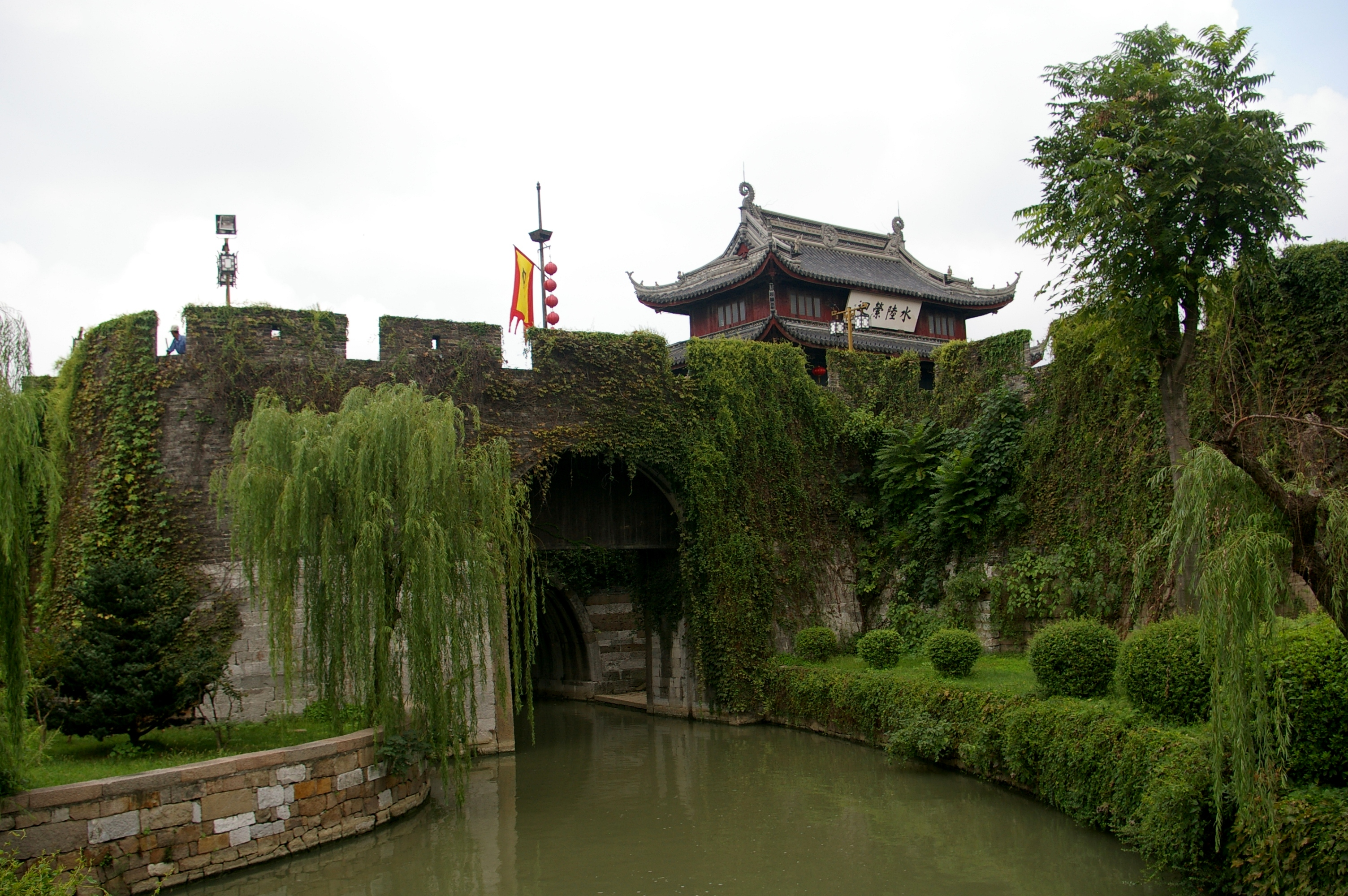
Wassertor

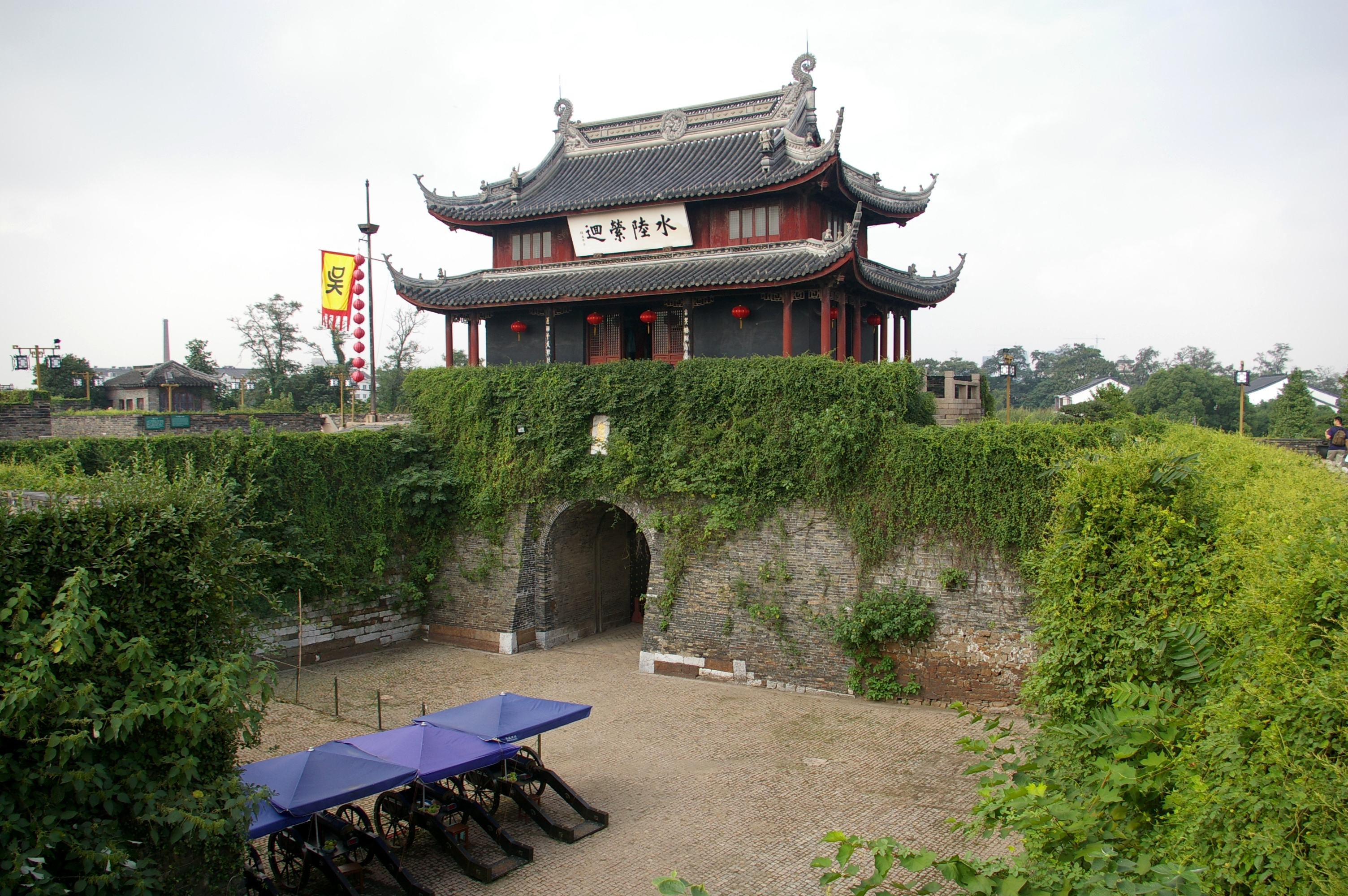
Landtor

Das Pan-Tor (chinesisch 盤門 / 盘门, Pinyin Pánmén) befindet sich im Südwesten des historischen Stadtviertels von Suzhou im Osten der Volksrepublik China. Es wurde in der Zeit der Frühlings- und Herbstannalen vor rund 2500 Jahren zum ersten Mal als Teil der Stadtmauer errichtet und ist ein kombiniertes Stadttor für den Land- und Wasserweg. Es ist in seiner Gestalt gegenüber dem Ursprungsgebäude weitgehend gleich geblieben und hat deshalb einen geschichtlich hohen Wert. Heute gehört es zu den wichtigsten Denkmälern der Stadt und ist entsprechend ein Touristenmagnet.
Im Jahre 514 v. Chr. ordnete König Helü des Staates Wu an, dass Wu Zixu mit zehntausenden Soldaten und Zivilisten große Stadt Helü bauen solle, um das Land und die Menschen besser zu verwalten und um die anderen Despoten unterwerfen zu können. Die Stadt sollte eine Stadtmauer mit acht Toren bekommen, für jede Windrichtung eines. Das Pan-Tor ist eines der Tore, die erhalten geblieben sind. Es gehört zu den am besten erhaltenen Land- und Wasser-Toren Chinas, es erlaubte die Durchfahrt sowohl auf dem Land- als auch auf dem Wasserweg. Sein ursprünglicher Name war 蟠门 (Pánmén), abgeleitet von der mythischen Figur Panlong (蟠龙). Erst im Laufe der Zeit wurde daraus 盘门, abgeleitet von 盘曲 (sich schlängeln, zickzack).
Wenngleich es in seinen 2500 Jahren Geschichte mehrmals beschädigt und repariert wurde, sind seine Lage und Form wie von Wu Zixu vorgesehen weitgehend erhalten geblieben. Dies und die benachbarten Segmente der Stadtmauer machen das Pan-Tor zu einem geschichtlich wertvollen Baudenkmal, es ist ein typisches Stadttor für den Zugang zu einer chinesischen Stadt auf dem Land- und Wasserweg.
Die Stadtmauer wurde zu Wu Zixus Zeiten als Erdwall errichtet, erst später wurde sie aus Ziegeln gemauert. Für den Zugang auf dem Landweg gibt es ein äußeres und ein inneres Tor, die gegeneinander versetzt sind. Dazwischen befindet sich eine fast rechteckige Barbakane, die während der Yuan-Dynastie, als Zhang Shicheng die Stadt besetzt hielt, hinzugefügt wurde. Ihre etwa 177 Meter langen Seiten sind von 8,1 Meter hohen Mauern umgeben. Auf dem Wasser führt der Weg in die Stadt durch zwei auf der Südseite des Landtores angeordnete Steinbögen mit einer Durchfahrt von 24,5 Metern Länge. Diese Durchfahrt hatte außen und innen Schleusentore, die die Stadt vor Angriffen und Hochwasser schützten. Der Pavillon über dem Landtor brannte während des Japanisch-Chinesischen Krieges ab und wurde nach Fotos, die den Krieg im Nanjing-Museum überlebt haben, wiederaufgebaut. Die Tafeln über den Landtoren sind mit den Inschriften „中吴锁钥“ (strategische Passage in Wu) bzw. „水陆萦回“ (Wasser und Land verweilen) versehen. Die Inschriften sind aus der Neuzeit und wurden in Zhangcao-Kalligraphie vom Künstler Wang Quchang geschaffen. Das Tor ist darüber hinaus mit Verteidigungsanlagen wie Zinnen, Schießscharten, Kettenzügen für die Tore und Anlagen zur Feuerbekämpfung ausgerüstet.
Das Pan-Tor in seiner heutigen Form wurde ab 1976 gesichert, in Stand gesetzt und im Jahre 1986 für die Öffentlichkeit zugänglich gemacht. Seit 1963 gehört es zum Kulturgut der Stadt Suzhou und seit 1982 zum Kulturgut der Provinz Jiangsu. Im Jahre 2006 wurde es zum Denkmal der Volksrepublik China erklärt. Für touristische Zwecke ist es zusammen mit der Ruiguang-Pagode, der Wu-Tor-Brücke und anderen Sehenswürdigkeiten zum Komplex Pan Gate Scenic Area zusammengefasst.